# 2e régiment de dragons
Das 2e régiment de dragons (NBC) ist das einzige ABC-Abwehrregiment der französischen Landstreitkräfte.
Vor der Einführung der Nummerierung der Regimenter am 1. Januar 1791 führte es in der königlich französischen Armee zuletzt den Namen Régiment de Condé dragons.
Es gehört zu den Divisionstruppen der 3. Division.
Im Juli 2005 wurde das vorherige gepanzerte Regiment zu einem ABC-Abwehrregiment umgegliedert und mit den anderen Einheiten der ABC-Abwehrgruppe DNRBC (défense nucléaire, radiologique, bactériologique et chimique) zusammengelegt. Wie in der französischen Armee nicht unüblich, führt es trotz des Wechsels der Waffengattung seinen alten Namen als Dragonerregiment weiter.
Es ist eines der ältesten Kavallerieregimenter Frankreichs und eines der zwölf, die als ständige präsente Regimenter aufgestellt wurden.

## Aufstellung und signifikante Änderungen
- 1556: Es bestand eine Kavalleriekompanie dem Maison de Condé zugehörig. („grosse cavalerie“, ab 1635 „cavalerie lourde“)
- 1635: Aus dieser Kompanie wurde ein Kavallerieregiment aufgestellt, das bis 1660 nach dem jeweiligen Regimentsinhaber benannt war.
- 1660: Das Regiment wechselte seinen Namen in „Régiment de Condé-cavalerie“. Neuer (und von jetzt ab ständiger) Regimentsinhaber war der jeweilige „Prince de Condé“, beginnend mit Louis II. de Bourbon, prince de Condé
- 11. Dezember 1686: nach dem Tod des „grand Condé“ gingen sein Infanterie- und sein Kavallerieregiment an seinen Sohn Henri Jules über.
- 21. Februar 1740: Neuer Regimentsinhaber wurde Louis V. Joseph de Bourbon, prince de Condé
- 1763 wurde das „Régiment de Lautrec cavalerie“ eingegliedert.
- 25. Mai 1776: Umwandlung in ein Dragonerregiment mit dem neuen Namen: „Régiment de Condé dragons“.
- Am 1. Januar 1791 verloren alle Regimenter ihre Namen und wurden nur noch mit Nummern bezeichnet. Das vormalige „Régiment de Condé dragons“ wurde in 2e régiment de dragons umbenannt.
- 1814 wurden die letzten 25 noch vorhandenen Angehörigen der Militärischen Dolmetscherkompanie (1803 in Boulogne-sur-Mer für die Invasions Großbritanniens aufgestellt) eingegliedert.

Nach der ersten Abdankung von Napoleon Bonaparte und der Wiederherstellung der Bourbonenmonarchie erhielt das Regiment den Namen Dragons du Roi mit der Nr. 1 in der Rangliste der Armee.
- 23. April 1815: Während der Herrschaft der Hundert Tage wurde es wieder zum 2e régiment de dragons.
- 4. Dezember 1815: Mit Befehl von 16. Juli aufgelöst
- 29. Dezember 1815: Mit dem gleichen Personal als „Régiment de dragons du Doubs“ wieder aufgestellt
- 1930er Jahre: Umgegliedert in einen mechanisierten Verband, ausgerüstet mit Motorrädern, Beiwagenkrädern und Halbkettenfahrzeugen. Umbenennung in: „2e bataillon de dragons portés“.[2]
- 1. Dezember 1939: Rückbenennung in „2e régiment de dragons“.
- 29. November 1942: Unter dem Befehl von Général Bérard, Kommandeur der la „17e Région Militaire“ stehend, wurde das Regiment nach dem Einmarsch der deutschen Wehrmacht in das unbesetzte Frankreich aufgelöst.
- 1. Dezember 1942: In Sfax (Tunesien) wieder aufgestellt (P.V.419 Intendance militaire de Gabes-Sous).
- 29. September 1943: Nachdem der Capitaine de Neuchèze mit der Standarte des Regiments hatte entkommen können, wurde dem Regiment als einzigem Verband der französischen Armee die „Médaille des évadés“ verliehen.
- 7. November 1943: Ausstattung als Panzerjägerregiment mit Jagdpanzern M10 Wolverine.
- 1957 bis 1961: Algerienkrieg, Kämpfe in Algerien und Tunesien, bei Souk Ahras, Négrine, dann Le Kouif und Bône[3].
- 1984 bis 1997: Ausgestattet mit Panzern AMX-30.
- 1. Juli 1997 bis Juni 2005: Ausgestattet mit Panzern AMX Leclerc.
- 1. Juli 2005: Umwandlung in ein ABC-Abwehrregiment.

## Regimentskommandanten
Mestre de camp war bis 1791 die Rangbezeichnung für den Regimentsinhaber und/oder den tatsächlichen Kommandanten eines Kavallerieregiments. (Von 1791 ab wurde der Rang Mestre de camp durch Colonel und dieser von 1793 bis 1803 durch Chef de brigade ersetzt. Danach hieß es wieder Colonel.) Sollte es sich bei dem Mestre de camp um eine Person des Hochadels handeln, die an der Führung des Regiments kein Interesse hatte (oder zu unerfahren war) so wurde das Kommando dem „Mestre de camp lieutenant“ (oder „Mestre de camp en second“) überlassen. Ab 1791 gab es keine Regimentsinhaber mehr.
Ancien Régime
| - 16. Mai 1635: Mestre de camp Chevalier de Tavannes de Saulx - 1635–1636: Mestre de camp de Mareuil - 1638–1644: Mestre de camp Nicolas Bouton, comte de Chamilly - 1644–1645: Mestre de camp Louis du Bermond, marquis de Toiras - 1645–1648: Mestre de camp Cléradius de Choiseul, marquis de Lanques - 1654–1658: Mestre de camp Comte Herard Bouton II. de Chamilly - 1660–1664: Mestre de camp lieutenant Jean de Saligny, comte de Coligny - 1665–1667: Mestre de camp lieutenant Gaspard-Alexandre de Saligny, comte de Coligny - 1667–1682: Mestre de camp lieutenant Noël Bouton, comte de Chamilly - 1682–1694: Mestre de camp lieutenant Jacques-François du Bermond, marquis de Toiras - 1694–1705: Mestre de camp lieutenant Marquis de Cerisy | - 1705–1708: Mestre de camp lieutenant Marquis de Montpipeau - 1708–1715: Mestre de camp lieutenant Chevalier de Montmorency - 1710: Colonel titulaire Monsieur Duc d’Enghien - 1715–1719: Mestre de camp lieutenant Prince de Bournonville - 1719–1740: Mestre de camp lieutenant Marquis de Gouffier - 17400: Colonel titulaire Monsieur le prince de Condé - 1740–1761: Mestre de camp lieutenant Chevalier de la Guiche - 1761–1784: Mestre de camp lieutenant Comte de Toulouse-Lautrec - 1784–1788: Mestre de camp lieutenant Comte de Baschi du Cayla |

Revolution und Empire
| - 1788–1792: Colonel François de Jaucourt, - 1792–1792: Colonel Emmanuel de Grouchy - 1792–1793: Colonel Pierre Colomb - 17930: Chef de brigade Louis Cloquet de Vrigny - 1793–1794: Chef de brigade Étienne Leclerc - 1794–1794: Chef de brigade Humbert Richer - 1794–1796: Chef de brigade François Macquart - 17960: Chef de brigade de Bonardy de Saint-Sulpice | - 1796–1803: Chef de brigade de Fornier (genannt Fénérolles oder Fénérols) - 1803–1807: Colonel Ythier Sylvain Pryvé - 1807–1813: Colonel Pierre Ismert - 1813–1814: Colonel Laurent Hoffmayer - 18140: Colonel François Marie Laval - 18140: Colonel Bouquerot des Essarts - 1814–1815: Colonel François Marie Rapatel - 18150: Colonel Jean-Baptiste Dubessy |

Restauration
- 1815–1816: Colonel François-Joseph Planzeaux
- 1816–1823: Colonel Rapatel
- 1823–1833: Colonel Châteaubodeau

Julimonarchie
- 1833–1846: Colonel Imbert de Saint Amand
- 1846–1850: Colonel Charles-Marie-Augustin de Goyon

2. Republik und Zweites Kaiserreich
- 1850–1857: Colonel Joachim Ambert
- 1857–1863: Colonel Decroix
- 1863–1865: Colonel Bachelier
- 1865–1873: Colonel Mercier du Paty de Clam

1870–1914
| - 1873–1876: Colonel Gontier - 1876–1880: Colonel de Joybert - 1880–1885: Colonel Rozier de Linage - 1885–1890: Colonel Lichtenstein - 1890–1893: Colonel Cuny | - 1893–1900: Colonel de Valentin de la Tour - 19000: Colonel de Pontac - 19000: Colonel Amanrich - 1900–1901: Colonel Desprez - 1901–1903: Colonel de Pontac | - 1903–1906: Colonel Charlery de la Masselière - 1906–1907: Colonel Ferand-Giraud - 1907–1910: Colonel Fleury |

Erster Weltkrieg
- 1910–1916: Colonel Schultz
- 1916–1917: Colonel Théron
- 191700000: Colonel Magnin
- 1917–1920: Colonel Detroyat

Zwischenkriegszeit
| - 1920–1926: Colonel Donop - 1926–1927: Colonel Vignon - 1927–1929: Colonel Boscals de Réals - 1929–1930: Colonel Baruteau | - 1930–1935: Colonel Revouy - 1935–1937: Colonel Boutaud de la Villéon - 1937–1938: Colonel Larréra de Morel - 1938–1940: Colonel Perraud |

Zweiter Weltkrieg
- 1940: Lieutenant-colonel L’Hotte
- 1940: Lieutenant-colonel Watteau
- 1940–1943: Colonel Schlesser
- 1943–1944: Colonel Sauzey
- 1944–1945: Colonel André Demetz

Nach 1945
| - 1945–1947: Colonel de Clerck - 1947–1948: Colonel de Toulouse-Lautrec - 1948–1951: Colonel Sauve - 1951–1953: Colonel Dorange - 1953–1955: Colonel Loyseau - 1955–1957: Colonel Caravéo, Paul - 1957–1959: Colonel Périn, Jean - 1959–1961: Colonel de Tourquat de la Coulerie - 1961–1963: Colonel de Butler - 1963–1965: Colonel Lévesque - 1965–1967: Colonel Rozec - 1967–1969: Colonel Michaut - 1969–1971: Colonel d’Arras, Xavier - 1971–1973: Colonel Lalande, Henri - 1973–1975: Colonel Lauze | - 1975–1977: Colonel Reclus - 1977–1979: Colonel Bazin, René - 1979–1981: Colonel Lacoste, Pierre - 1981–1983: Colonel Renard, Étienne - 1983–1985: Colonel de la Bourdonnaye, Joseph - 1985–1987: Colonel Moreau, Jean-Paul - 1987–1990: Colonel de Froissard de Broissia, Flavien - 1990–1992: Lieutenant-colonel Issaverdens, Michel - 1992–1994: Colonel de Dunoyer de Noirmont, Charles-Henri - 1994–1996: Colonel Staub, Jean-Paul - 1996–1997: Colonel Tavernier, Jean-Sébastien - 1997–1999: Colonel Beaussant, Marc | - 1999–2001: Colonel Laporte-Many, Henry - 2001–2003: Colonel Nuyttens, Guy - 2003–2005: Colonel Doussau, Hervé - 2005–2006: Colonel Doxin, Michel - 2006–2008: Colonel Perrin, Edouard - 2008–2010: Colonel Lefebvre, Xavier - 2010–2012: Colonel Giot, Laurent - 2012–2014: Colonel Caudrillier, Marc - 2014–200: Lieutenant-colonel Lion, Olivier |

## Einsatzgeschichte

### Französisch-Spanischer Krieg
- 1636: war das Regiment der Armee in Burgund zugeteilt und nahm an der Belagerung von Dole teil. Am 30. Juli des Jahres wurden die französischen Kavallerieregimenter auf je eine Kompanie reduziert.
- 1638: Wieder aufgefüllt, Einsatz in den Pyrenäen und Belagerung von Fontarabie. Verlegung nach Piémont, Gefecht bei Quiers.
- 1640: Belagerung von Turin, Einnahme von Ivrea, Gefecht bei Ciovasso, Einnahme von Pianezza und Mondovì
- 1641: Belagerung von Coni
- 1642: Zur Armee in das Roussillon verlegt. Eroberung von Collioure, Perpignan und Lérida
- 1643: Gefechte bei Villalonga, Martorell, Tamarit und Lérida. Schlacht bei Rocroi

### Dreißigjähriger Krieg
- 1644: Feldzug nach Deutschland, Schlacht bei Freiburg im Breisgau, Belagerung von Philippsburg, Einnahme von Mainz und Landau
- 1645: Schlachten bei Marienthal und bei Nördlingen. Vergebliche Belagerung Heilbronns, Einnahme von Trier.
- 1646: Verlegung nach Flandern, Belagerung von Dünkirchen.
- 1647 bis 1649: Verlegung nach Katalonien, zweite Belagerung von Lérida

### Kriege der Fronde
- 1649: Belagerung von Paris mit der Armee des Prince de Condé. Danach wurde es in die Provinz Berry verlegt und dort am 20. Januar 1650 kassiert,[5] es sollte nicht wieder gegen die königlichen Truppen kämpfen.
- 1653: Nachdem der Prince de Condé begnadigt worden war, ging er nach Spanien und stellte dort sein Regiment wieder auf. Es kämpfte nunmehr für den spanischen König Philipp IV., bis es mit Condé 1659 nach Frankreich zurückkehrte und am 7. November wieder in die Dienste des Königs trat.
- 1659: Garnisonen in der Picardie
- 1661: Das Regiment wurde am 18. April reduziert. Es blieb lediglich eine Kompanie zu Fuß, die dem Prinzen Condé gehörte.
- 1664: Die Leibkompanie des Regiments kämpfte im Türkenkrieg an der Raab in Ungarn gegen die Türken. Nur 66 Reiter kehrten nach Frankreich zurück.
- 1665: Am 7. Dezember wieder aufgestellt, verbrachte das Regiment das Jahr 1666 im Lager von Compiègne

### Devolutionskrieg
- 1667: Einnahme von Tournai, Douai und Lille
- 1668: In Stärke von neun Kompanien nahm das Regiment an den Gefechten bei Baccarat und Rambervillers teil. Danach erfolgte die Verlegung in die Franche-Comté

Am 24. Mai wurde das Regiment bis auf die Leibkompanie von Condé reduziert. Diese Kompanie stand unter dem Kommando von Capitaine-lieutenant Jean de Cologny.

### Holländischer Krieg
- 1672: Winterquartier in der Gegend von Utrecht
- 1673: Belagerung von Maastricht
- 1674: Schlacht bei Seneffe
- 1675: Einnahme von Dinant, Huy und Limbourg
- 1676: Kämpfe an der Saar
- 1677:

17. März: Einnahme von Valenciennes,
11. April: Schlacht bei Cassel
17. April: Einnahme von Saint-Omer
24. September: Abmarsch zum Rhein
07. Oktober: Gefecht bei Kochersberg
November: Belagerung von Freiburg
- 1678:

Juli: Gefechte bei Rheinfelden (Baden) und am Kinzig
14. August: Gefecht bei Saint-Denis-lès-Rebais
- 1682: in Garnisonen im Artois
- 1683: im Feldlager an der Saône

### Reunionskrieg
- 1684: Der Armee im Roussillon zugeteilt. Kämpfe am Ter und bei der Belagerung von Girone
- 1685 bis 1686: Im Feldlager von Adour.

### Pfälzischer Erbfolgekrieg
- 1690: 16. Oktober: Schlacht bei Fleurus
- 1691: Gefecht bei Leuze-en-Hainaut
- 1693: 29. März: Schlacht bei Neerwinden
- 1694: Kämpfe an der Schelde und an der Lys (Layon)
- 1696: Belagerung von Brüssel
- 1697: Mai und Juni Belagerung von Ath

### Spanischer Erbfolgekrieg
- 1701: Bei der Armee in Flandern, Besetzung von Roermond
- 1702: Schlacht bei Friedlingen
- 1703: Belagerung und Einnahme von Kehl, Erste Schlacht bei Höchstädt
- 1704: Zweite Schlacht bei Höchstädt
- 1705: Kämpfe in Deutschland, am Ende des Jahres Verlegung nach Flandern
- 1706: Verlegung nach Flandern, Schlacht bei Ramillies
- 1708: Verlegung nach Deutschland mit kleineren Gefechten. Im gleichen Jahr zurück nach Flandern,  11. Juli: Gefecht bei Oudenaarde
- 1709: Gefechte in Flandern
- 1710: Gefechte in Flandern
- 1711: Belagerung von Bouchain, Schlacht bei Denain
- 1712: Gefechte in Flandern
- 1713: Gefechte am Rhein

### Österreichischer Erbfolgekrieg
- 1733: Einnahme von Kehl, Aufklärung gegen die Festung Philippsburg
- 1734: Belagerung von Philippsburg, Gefecht bei Ettlingen und Gefecht bei Klausen
- 1735: Strategische Märsche mit kleineren Gefechten
- 1741: Operationen in Westfalen und Bayern, Marsch nach Prag
- 1742: Bei der Belagerung in Prag. Rückzug nach Eger
- 1743: Schlacht bei Dettingen danach Rückkehr nach Frankreich. Garnisonen im Elsaß unter dem Befehl des Marschall Coigny. Winterquartier in Dijon, dann in Belfort bis Mai 1744.
- 1744: Einnahme von Wissembourg, Abwehrkämpfe an der Lauter. Gefecht bei Augenheim und Belagerung von Philippsburg. Verstärkung des Personalbestandes von drei auf vier Escadrons.
- 1745: Kämpfe am Oberrhein
- 1746: Wieder in Flandern,

21. Februar: Einnahme von Brüssel
15. März: Belagerung von Antwerpen
10. Juli: Belagerung von Mons
19. September: Belagerung von Namur
11. Oktober:Schlacht bei Roucoux
- 1747: Schlacht bei Lauffeldt
- 1748: Strategische Märsche; Belagerung von Maastricht

Das Regiment verließ nunmehr die Armee in Flandern und wechselte in den folgenden Friedensjahren ständig die Garnisonen. 1748 war es kurz in Ath, 1749 in Valenciennes und Saint-Quentin, 1751 in Rethel und Givet, 1752 in Neufchâteau (Vosges), 1754 in Condé, dann in Marnay (Haute-Saône), Pesmes, Charmes (Vosges), Épinal und Sedan, von wo aus es 1757 nach Neuss ausrückte.

### Siebenjähriger Krieg
Das Regiment nahm an allen Feldzügen des Siebenjährigen Krieges teil.
- 1757: Schlacht bei Hastenbeck, Schlacht bei Roßbach
- 1758: Schlacht bei Krefeld Strategische Märsche nach Braunschweig-Wolfenbüttel, Dorstadt, Wolbrechtshausen
- 1759: Strategische Märsche nach Kassel, Friedberg (Hessen), Frankfurt (Main)
- 1760: Strategische Märsche in Deutschland – Gefecht bei Korbach
- 1761: Strategische Märsche in Deutschland
- 1762: Strategische Märsche in Deutschland

Bis zu den Französischen Revolutionskriegen nahm das Regiment an keinen Kampfhandlungen mehr teil. Ab dem 28. März 1763 lag es in Lille und wurde durch die Eingliederung des aufgelösten Kavallerieregiments „Toulouse-Lautrec“ auf volle Mannschaftsstärke gebracht. Wiederum wechselte es ständig seine Garnison, im gleichen Jahr zog es nach Limoges um, 1765 nach Dole, 1766 nach Besançon, 1767 nach Belfort, 1768 wieder nach Limoges, 1770 nach Lille, 1772 nach Saintes, 1773 nach Bordeaux, Condom und Limoges, 1774 nach Arras, 1776 nach Hesdin. Hier wurde es in ein Dragonerregiment umgewandelt und erhielt die Nr. 11 in der Rangfolge der Armee.
Danach verlegten die Dragoner nach Fougères, Saint-Malo und in das Camp de Paramé, 1778 nach Metz, 1779 nach Stenay, 1780 nach Bourges und Issoudun, 1781 nach Bayeux, 1783 nach Besançon, 1788 nach Metz und Camp de Frescati, 1790 nach Épinal und Vaucouleurs, im Mai 1792 lag es in Verdun (Hier war es bereits in 2e régiment de dragons umbenannt worden.)

### Kriege der Revolution und des Ersten Kaiserreichs (1792–1815)

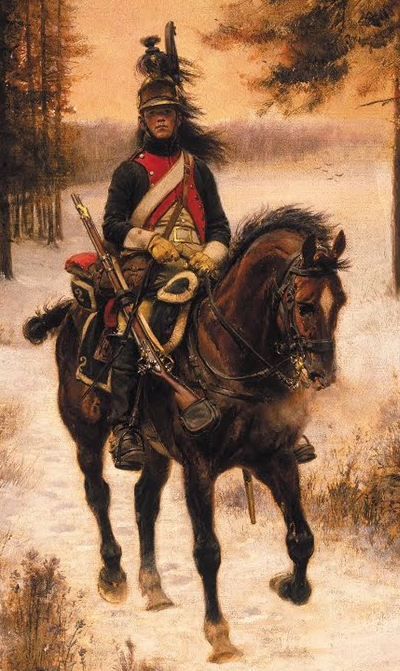
Dragoner des regiments in der Napoleonischen Zeit

- 1792: Mit der „Armée d'Ardennes“ (Ardennenarmee) an der Kanonade bei Valmy beteiligt.
- 1793: Schlacht bei Neerwinden, Schlacht bei Wattignies und Schlacht bei Cholet
- 1794: In Pont de James
- 1795: Mit der „Armée de Sambre-et-Meuse“ (Sambre-Maas-Armee) Schlacht bei Bentheim und Schlacht bei Rimbulen
- 1796: Schlacht bei Siegburg, Schlacht bei Bamberg, Gefecht bei Wolfering, und Schlacht um Würzburg
- 1799: Schlacht bei Schliengen, Schlacht bei Stockach und Schlacht bei Zürich
- 1800: Schlacht bei Biberach, Schlacht bei Ampfingen, Schlacht bei Mannheim und Schlacht bei Hohenlinden
- 1805: Schlacht bei Wertingen, Schlacht bei Haslach-Jungingen, Schlacht bei Ulm und Schlacht bei Austerlitz
- 1806: Feldzug nach Preußen und Polen

Schlacht bei Jena,
Schlacht bei Golymin.
- 1807: Schlacht bei Eylau, Schlacht bei Heilsberg und Schlacht bei Friedland
- 1808: Schlacht bei Tudela, Belagerung von Saragossa
- 1809: Schlacht bei Uclès, Schlacht bei Medellín, Schlacht bei Wagram, Schlacht bei Talavera (1809), Schlacht bei Almonacid
- 1810: Schlacht bei Bussaco (Portugal)
- 1811: Schlacht bei Chiclana (Spanien), Belagerung von Elvas (Portugal)
- 1813: Feldzug in Deutschland, Belagerung von Königsberg (Preußen), ein Teil des Regiments befand sich noch in Spanien und nahm an der Schlacht bei Vitoria teil, Schlacht um Dresden, Völkerschlacht bei Leipzig, Schlacht bei Hanau.
- 1814: Feldzug in Frankreich, Schlacht bei Rambervillers, Schlacht bei Saint-Dizier, Schlacht bei Brienne.
- 1815: Feldzug in Belgien, Schlacht bei Waterloo; Während der Schlacht bei Waterloo bestand das Regiment aus 4 Escadrons mit zusammen 583 Reitern (bei einem Sollbestand von 1044) und gehörte zum 3. Kavalleriekorps unter Maréchal Kellermann. Noch während des Rückzuges griff das Regiment bei der Senlis Ferme eine preußische Abteilung an und schlug diese in die Flucht.

Zwischen 1808 und 1814 sind 12 Offiziere des Regiments gefallen, vier an ihren Verwundungen gestorben und 61 wurden verwundet.

### 1815 bis 1848
- 1823: Französische Invasion in Spanien

### Deutsch-Französischer Krieg
- Schlacht bei Colombey, Schlacht bei Mars-la-Tour, Schlacht bei Noisseville, Belagerung von Paris (1870–1871)

### Erster Weltkrieg
Mobilmachung in Lyon. Während des Ersten Weltkrieges war das Regiment abgesessen und infanteristisch eingesetzt.
- 1914

24. bis 26. September 1914: Abwehrschlacht bei Charmes
Mitte Oktober bis 2. November 1914: Erste Flandernschlacht
- 1915

September 1915: Winterschlacht in der Champagne
- 1916

k. A.
- 1917

Schlacht an der Aisne
- 1918

März: Abwehrkämpfe bei der Deutschen Frühjahrsoffensive
In der Zwischenkriegszeit wurde es als „2e bataillon de dragons portés“ (2. verstärktes Dragonerbataillon) auf einen mechanisierten Verband umgerüstet.

### Zweiter Weltkrieg
- Sitzkrieg

Da 2 e régiment de dragons portés bildete zusammen mit dem „3erégiment d'automitrailleuses“ (3. Panzerwagenregiment) die „13e brigade légère mécanique“ (13. Leichte Mechanisierte Brigade). Im November 1940 wurde die Brigade der „3e division légère de cavalerie“ (3. Leichte Kavalleriedivision) unterstellt. Im Falle eines deutschen Angriffs auf Luxemburg, sollte diese Division in Luxemburg einmarschieren und die Deutschen bekämpfen. Zu diesem Zweck bestand ein Abkommen, dass die Division notwendigerweise Zerstörungen an der Infrastruktur durchführen solle. Beim deutschen Einmarsch lag das 1. und 2. Bataillon in Rédange, der Rest des Regiments in Russange.

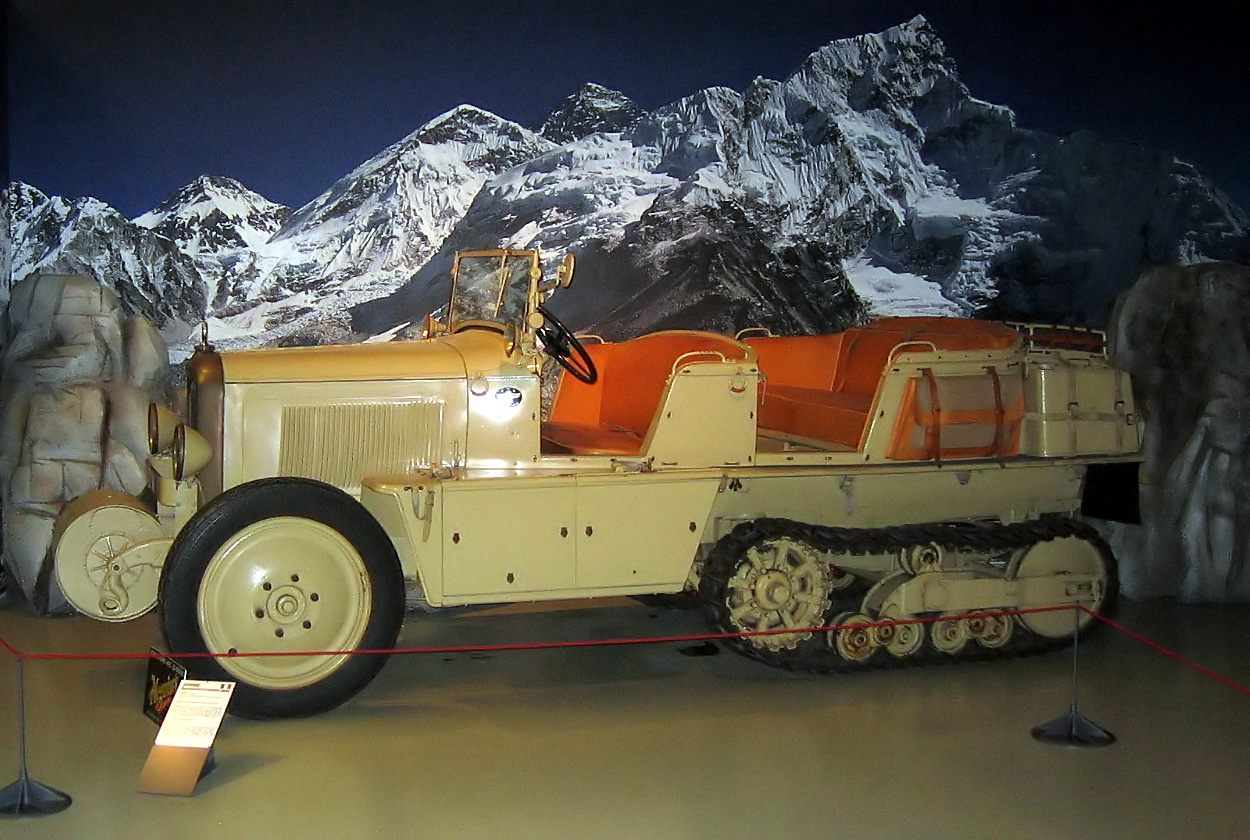
Citroën Autochenille

#### Feldzug in Frankreich
- 10. Mai 1940: Einmarsch in Luxemburg
- 24. bis 31. Mai und 5. bis 7. Juni: Schlacht an der Somme, Kämpfe und Rückzug bis zum 17. Juni.

- September 1940: Umbildung in Auch als Teil der Waffenstillstandsarmee in Vichy-Frankreich
- 29. November 1942: Schwur von Auch: Nach der Besetzung von Restfrankreich (Unternehmen Anton) durch die deutsche Wehrmacht am 11. November, mussten die verbliebenen französischen Streitkräfte auf Anordnung der Deutschen mit dem 27. November aufgelöst werden.

In der Nacht zum 29. November war das Regiment zur Verabschiedung angetreten, wobei der Colonel Schlesser die Dragoner zur Fortsetzung des Kampfes verpflichtete. Der größte Teil der Dragoner schlug sich über Spanien nach Nordafrika durch, der Capitaine de Neuchèze blieb mit dem kleineren Teil zurück und schloss sich mit diesem der Résistance an. Ihm gelang es dabei, die Standarte des Regiments in Sicherheit zu bringen. Aus dem entkommenen Personal wurde das Regiment noch im Dezember des gleichen Jahres in Tunesien neu errichtet.
- 29. September 1943: Flucht von Capitaine de Neuchèze mit der Standarte des Regiments an Bord des französischen Unterseeboots „Aréthuse“ vom Strand bei Ramatuelle (Département Var) nach Nordafrika.
- 30. August 1944: Anlandung in der Provence
- 8. bis 10. September 1944: Kämpfe bei Autun
- 10. September 1944: Zusammentreffen mit der 86th Cavalry Reconnaissance Squadron (Mechanized) in Saulieu[7]
- 1944: Feldzug in den Vogesen, im Département Doubs und im Elsass
- 1. April 1945: Rheinüberquerung bei Germersheim, Kämpfe im Schwarzwald, Vorrücken auf Konstanz, Besetzung von Innsbruck und Schwaz

### Nach 1945

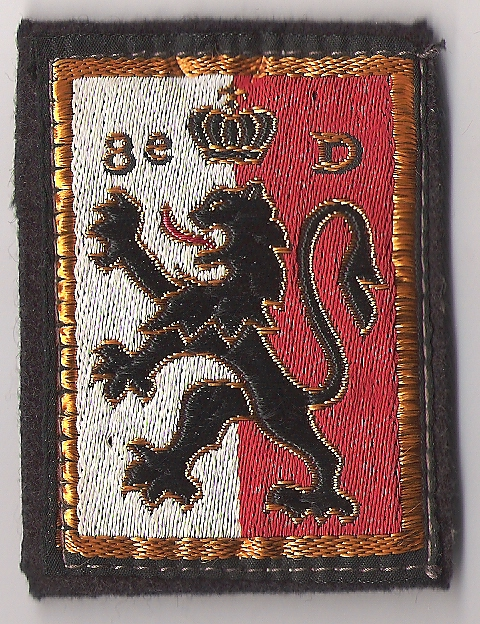
Insigne der 8^{e} division d'infanterie

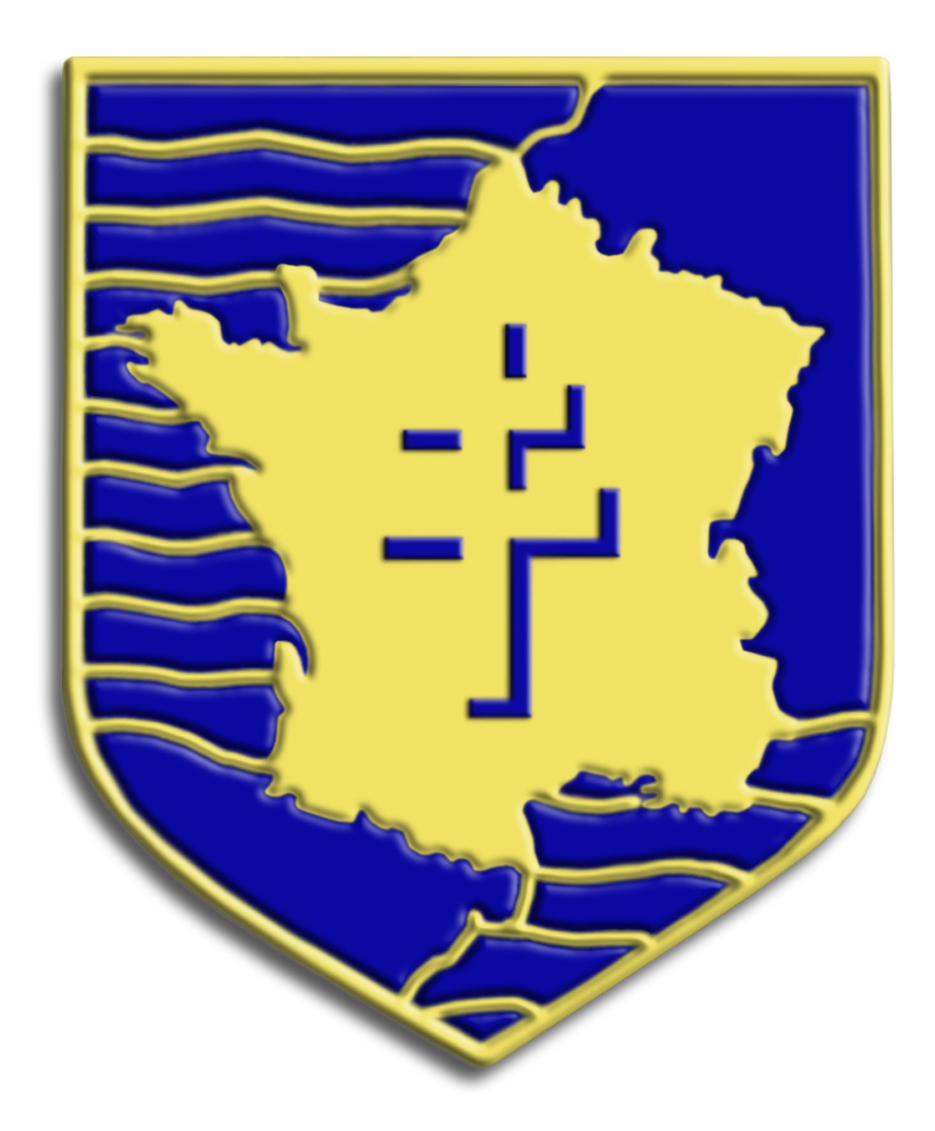
Insigne der 2^{e} division blindée

- 1957–1961: Algerienkrieg (84 Offiziere, Unteroffiziere und Dragoner sind gefallen)

Ausgerüstet mit Jagdpanzern AMX-13, Jeeps und 4x4 3/4 t Lkws („Dodge“ genannt)
- 1961–1984: Garnison in Haguenau

Es folgte die Umrüstung auf den AMX-30
- 1984–1997: Garnison in Crépy-Couvron. Ausgestattet mit Panzern AMX-30, gehörte das Regiment zur „8e division d'infanterie“ (8. Infanteriedivision) und nach deren Auflösung 1993 bis 2005 zur „2e division blindée“ (2. Gepanzerte Division)
- ab 1991: Umrüstung auf den AMX Leclerc
- 1997–0000: Garnison in Fontevraud. Das Regiment untersteht seit dem 1. Juli 2005 direkt dem „Commandement des forces terrestres“. (Kommando der Landstreitkräfte)
- 2005: Abgabe der Panzer und Umgliederung in eine ABC-Abwehreinheit.
- 14. Januar 2015: Eintreffen der ersten Kräfte in Conakry zur Bekämpfung der Ebola-Epidemie[8]

## Aktuelle Zusammensetzung
- 849 Militär- und Zivilpersonen in:
- 005 gemischte Escadronen (Erkundung und Dekontaminierung)
- 001 Stabs- und Versorgungsescadron
- 001 Reserveescadron

Gerät

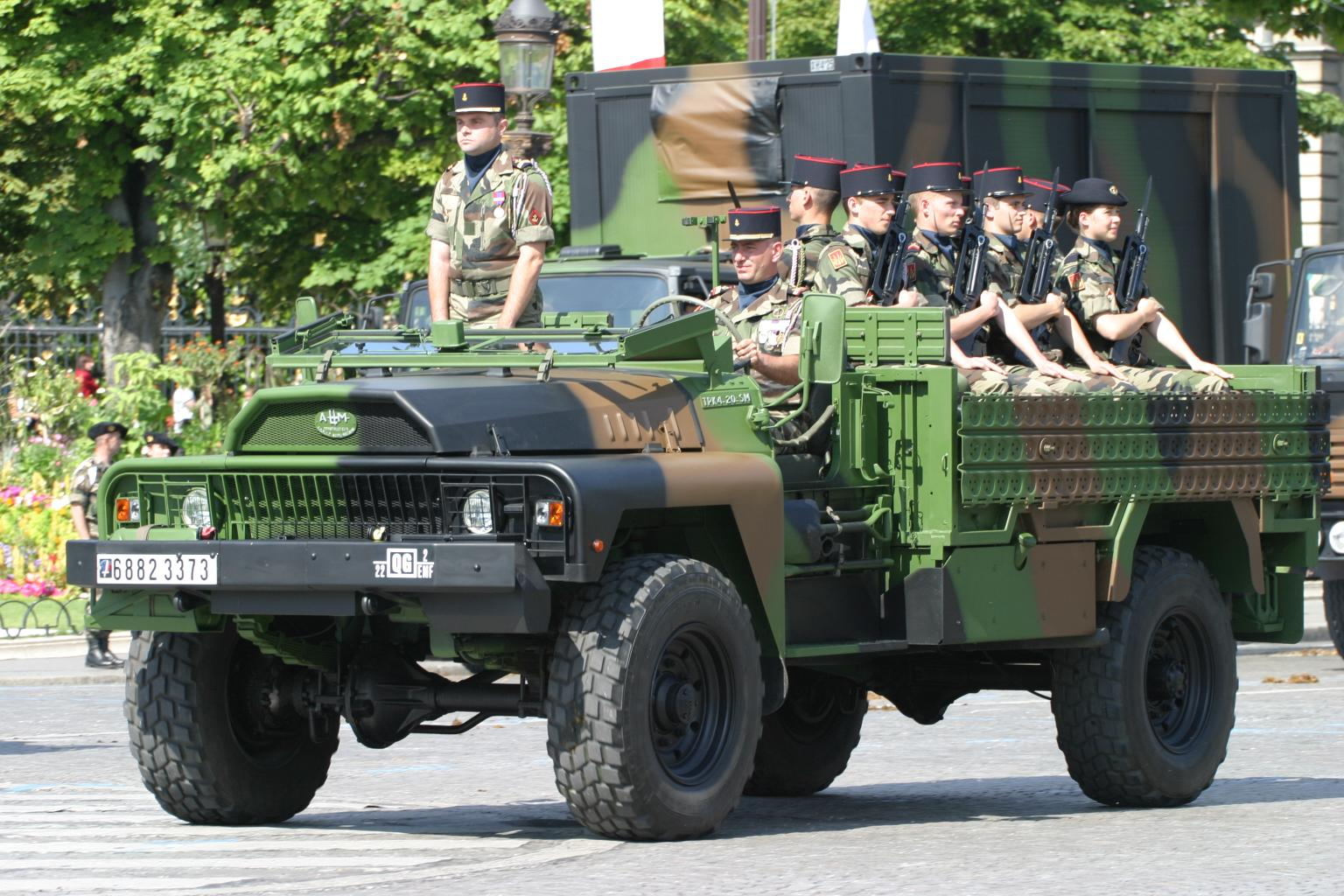
Camion ACMAT VLRA (NBC)
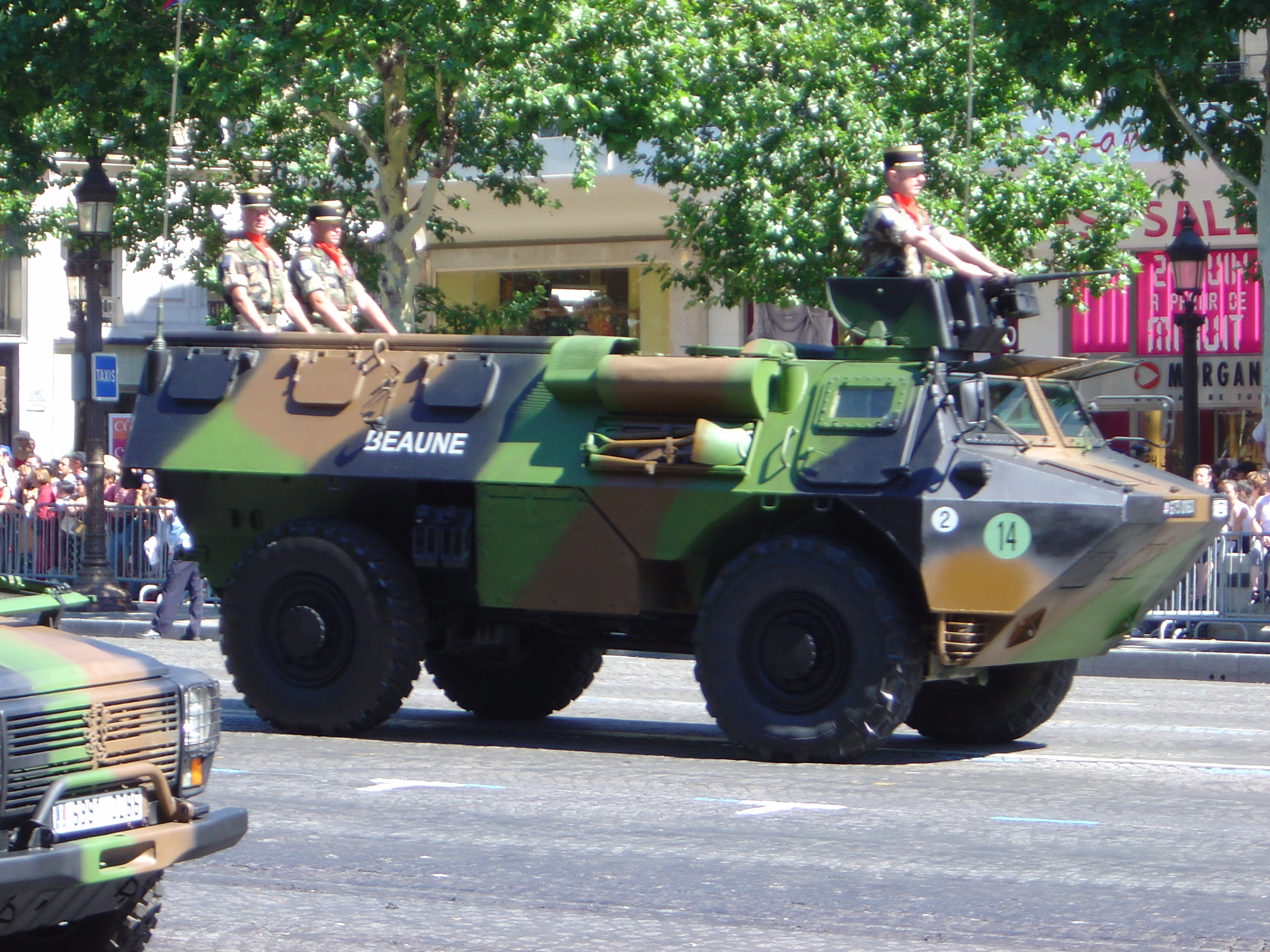
Véhicule de l’avant blindé (NBC)
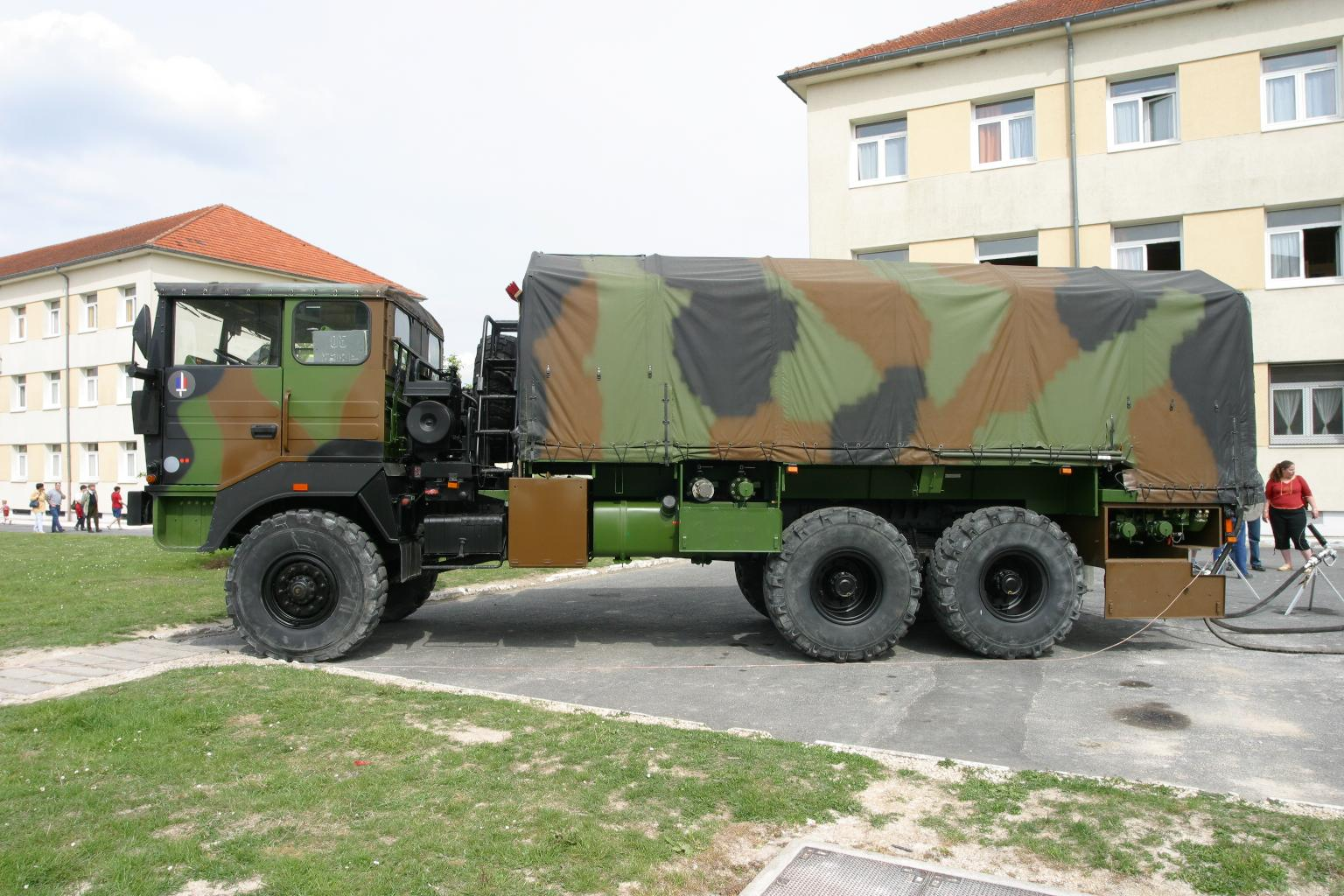
TRM 10000 (SDA - système de décontamination approfondi)
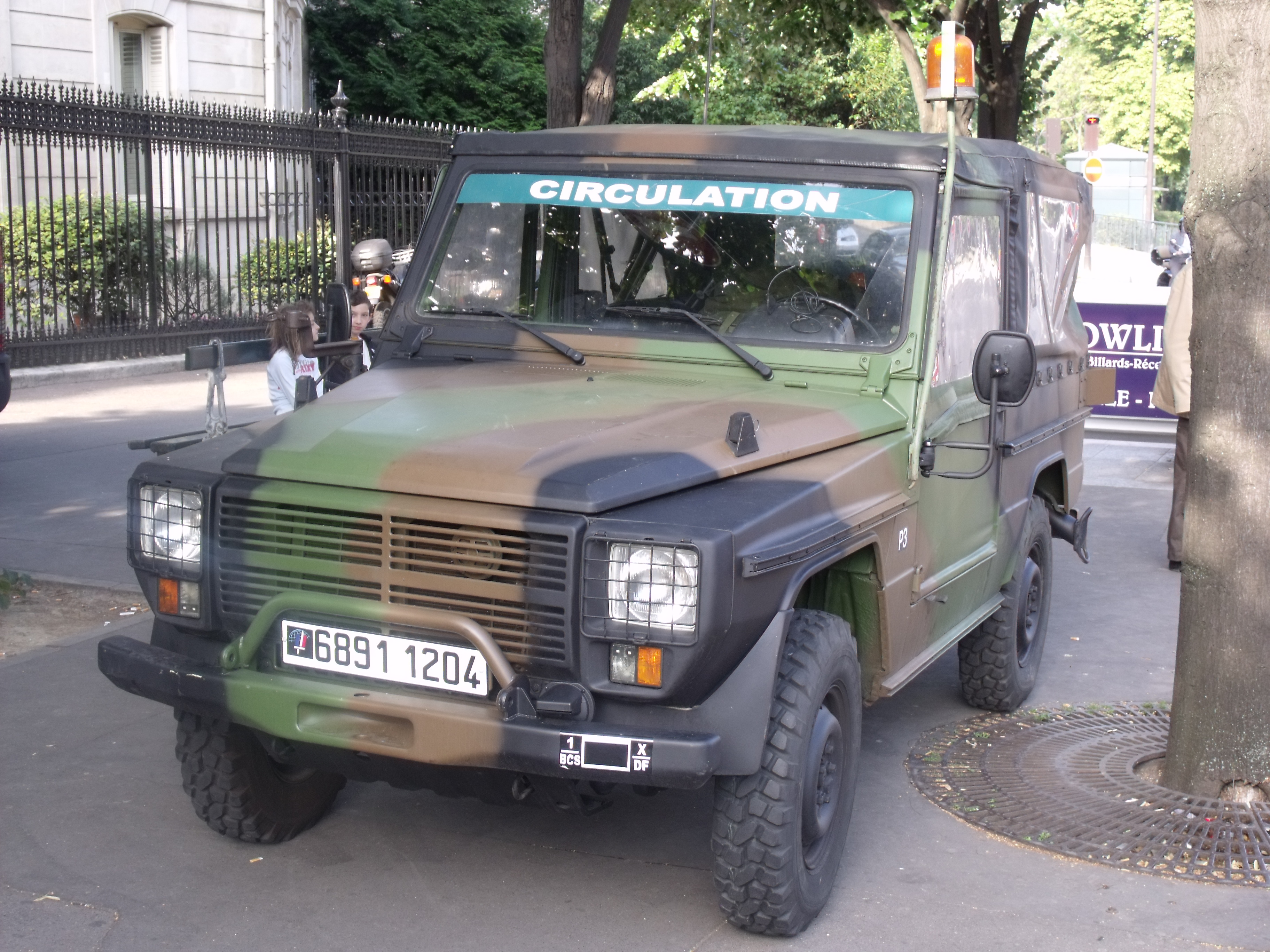
Peugeot P4

## Inschriften auf der Standarte
In goldenen Lettern sind auf der Standarte die herausragenden Schlachten und Feldzüge aufgeführt, an denen das Regiment teilgenommen hat:
- Valmy 1792
- Zurich 1799
- Hohenlinden 1800
- Austerlitz 1805
- Iéna 1806
- La Mortagne 1914
- Ypres 1914
- Flandres 1918
- Champagne 1918
- Autun 1944
- Forêt-Noire 1945
- AFN 1952–1962

## Devise
Die Devise des Grand Condé Regiments lautete:
- auf Französisch: „Donnez m’en les moyens et je resplendirai“ (Gebt mir die Mittel und ich werde glänzen)[10].

- Abgewandelt von dem Wahlspruch des Hauses Condé: „Donnez-moi l’occasion de briller“ (Gebt mir die Möglichkeit zu brillieren)

## Ehrungen
Das Fahnenband ist dekoriert mit:
- Croix de guerre (1914–1918) mit zwei vergoldeten Sternen und zwei Palmenzweigen
- Croix de guerre (1939–1945) mit zwei Palmenzweigen
- Médaille des évadés[11][12]

- Fourragère des Croix de guerre 1914–1918 mit der Olive des Croix de guerre 1939–1945

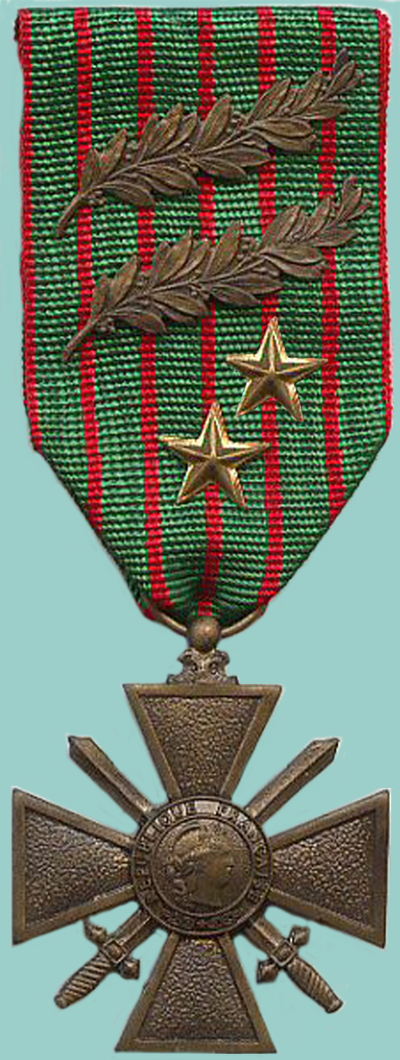
Croix de guerre 1914–1918
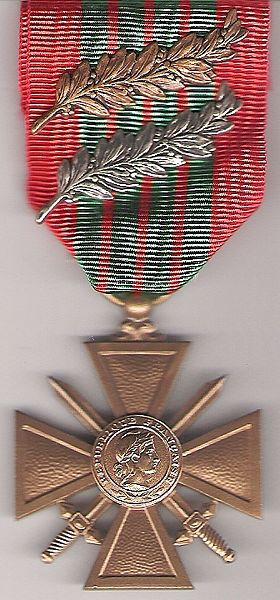
Croix de guerre 1939–1945
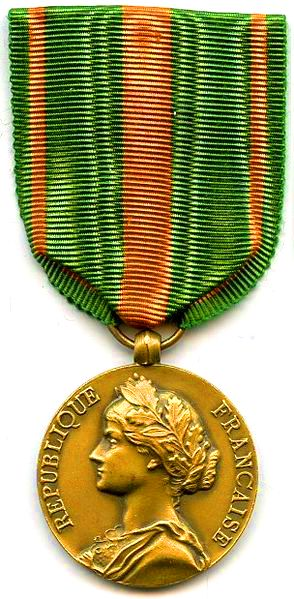
Médaille des évadés

## Besonderheiten
Im Jahre 1790 war das Regiment bei der Niederschlagung der Meuterei in Nancy eingesetzt.

## Traditionen

### Uniformen der königlichen Armee

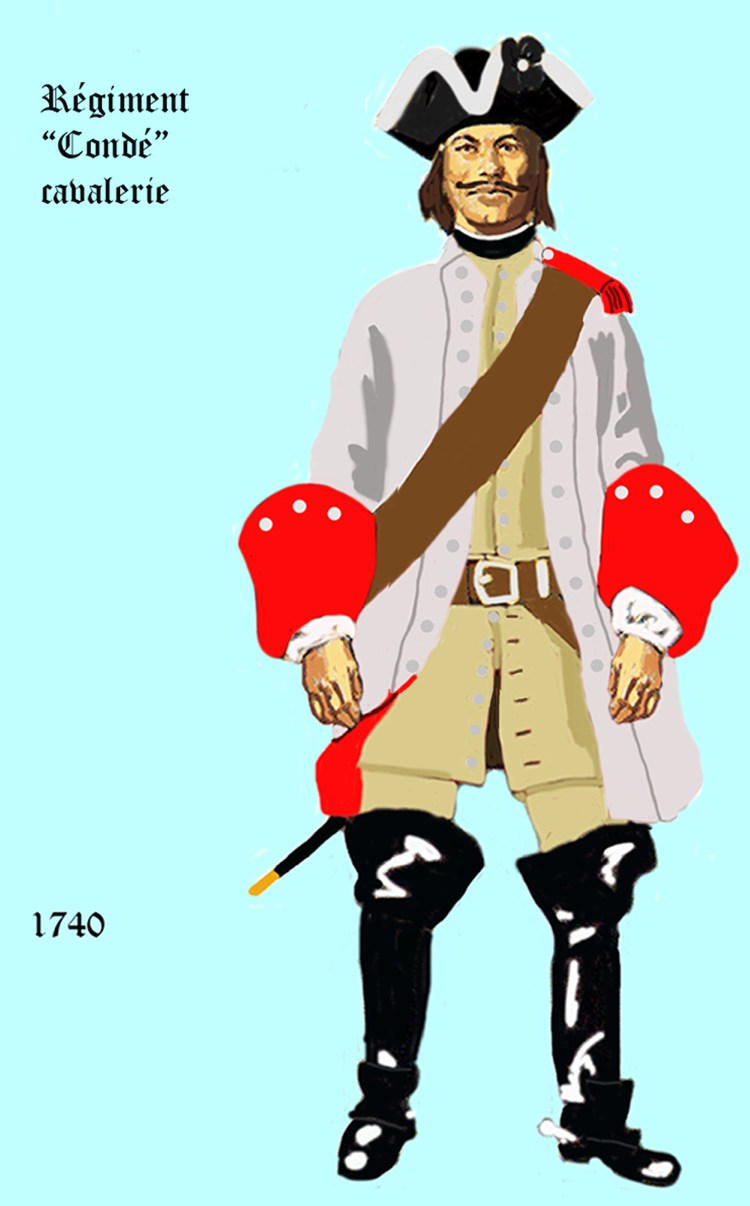
Condé cavalerie 1740–1757
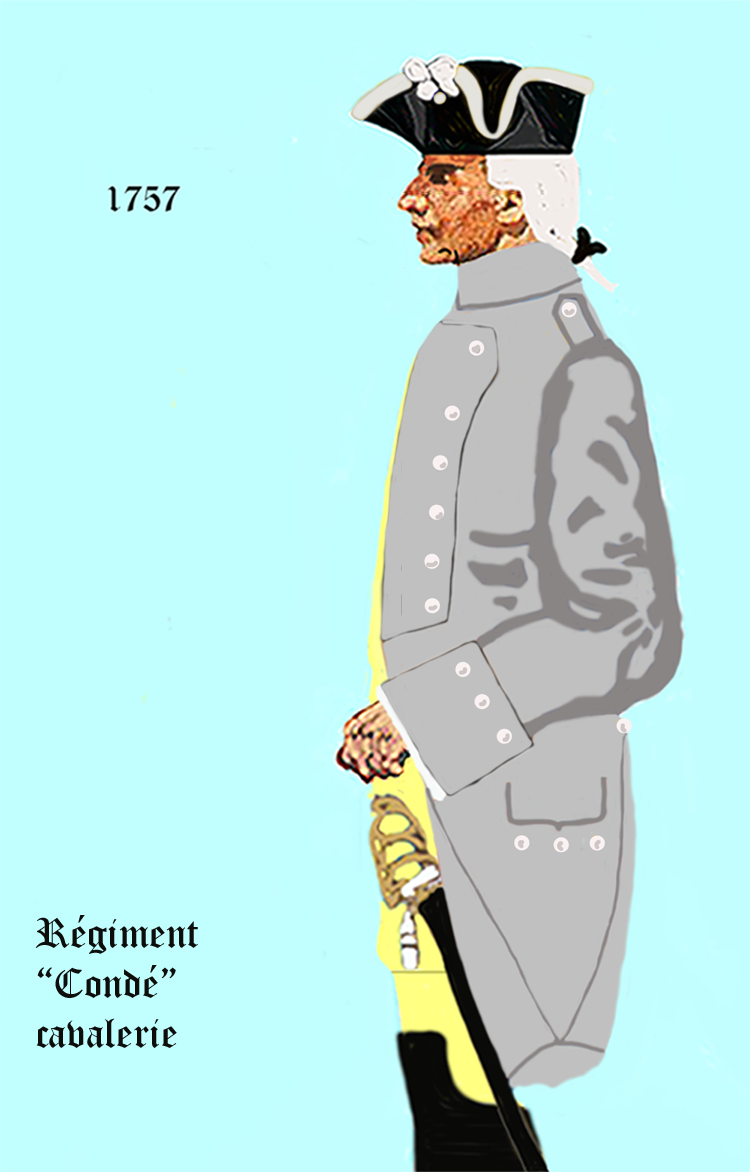
Condé cavalerie 1757–1762
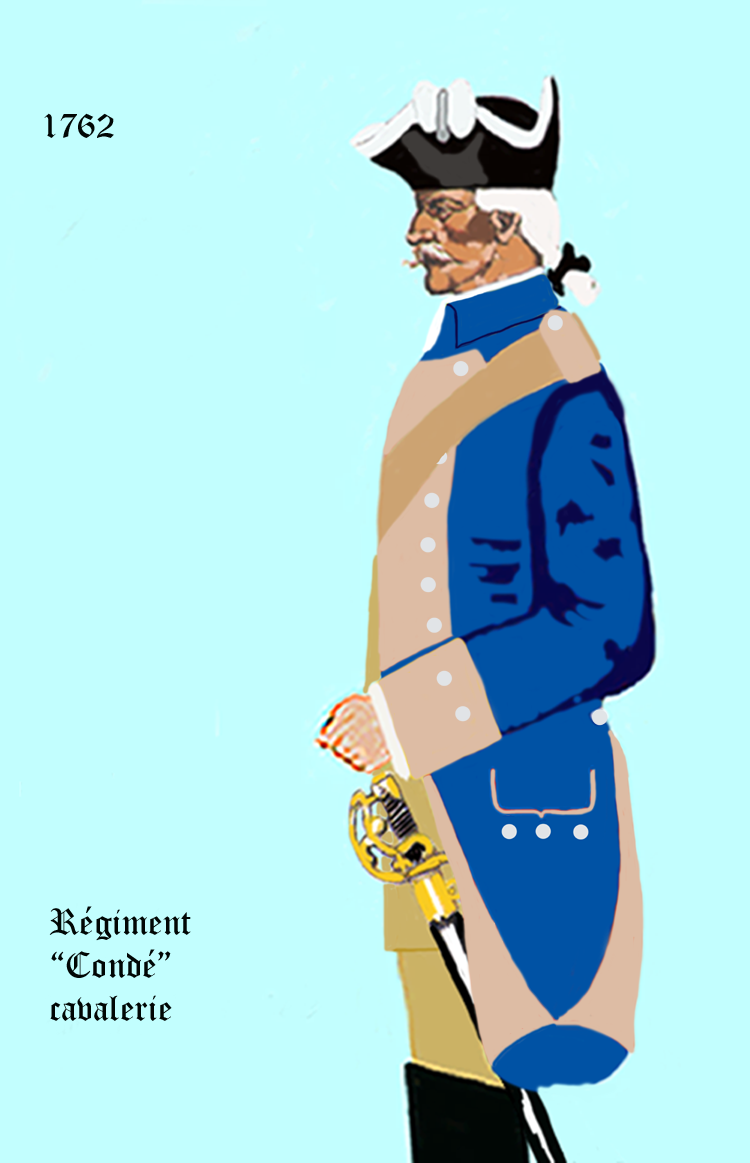
Condé cavalerie 1762–1767
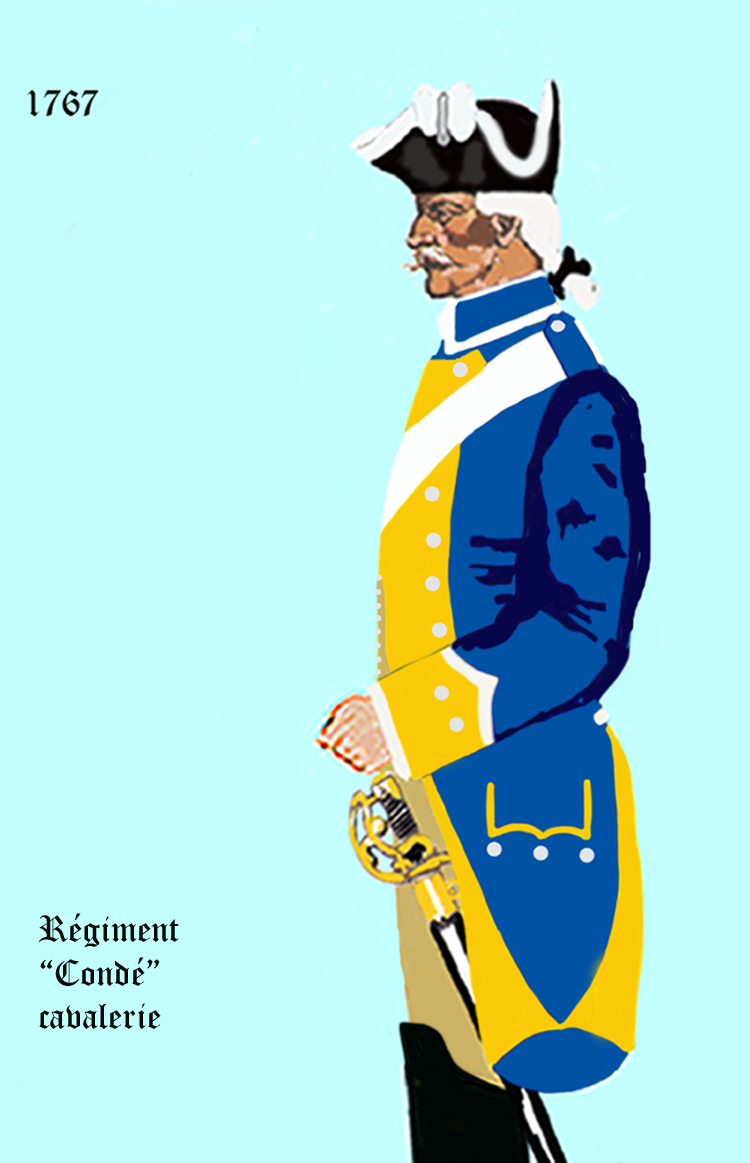
Condé cavalerie 1767–1776
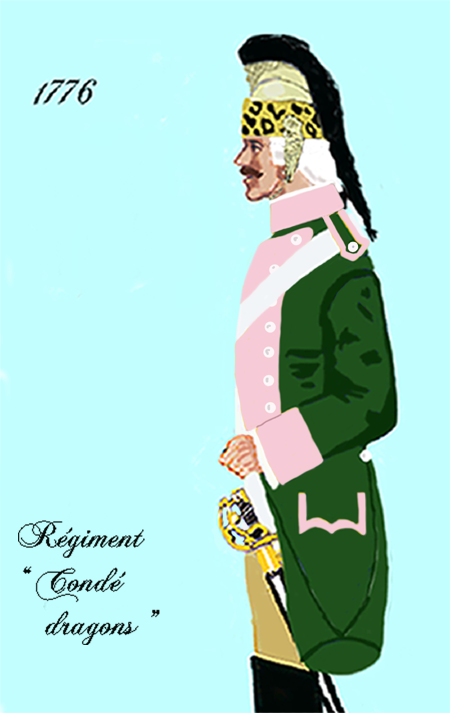
Condé dragons 1776–1779
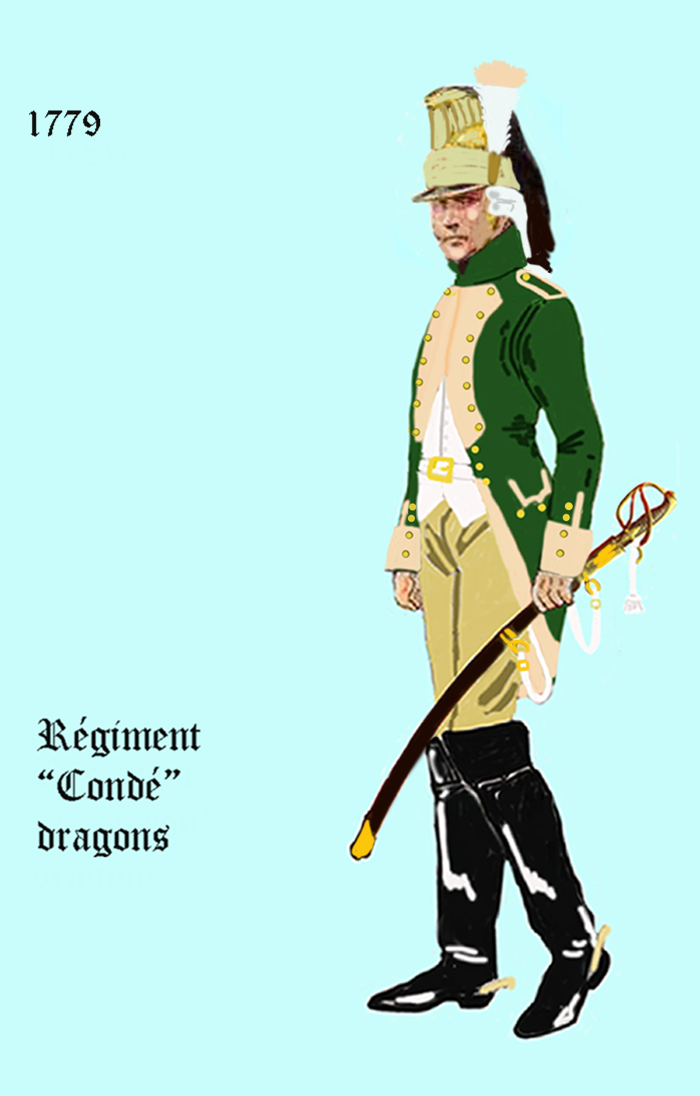
Condé dragons 1779–1786
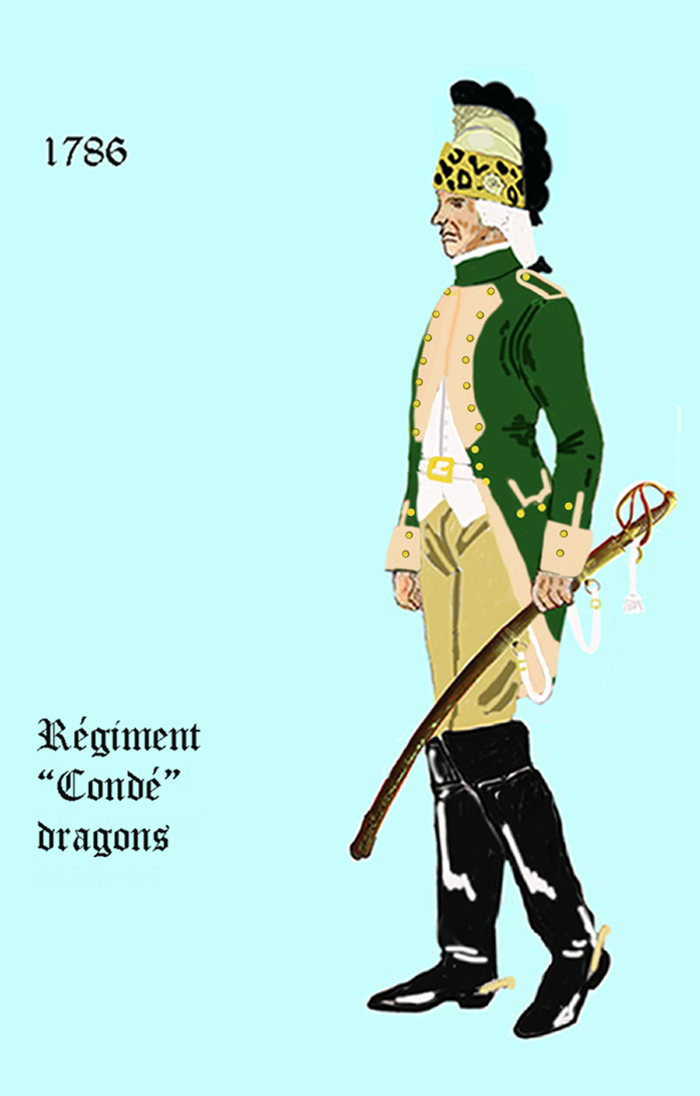
Condé dragons 1786–1791

### Standarten der königlichen Armee
Das Dragonerregiment Condé führt nicht, wie die übrigen Dragonerregimenter den Guidon, sondern eine Standarte wie die schwere Kavallerie.

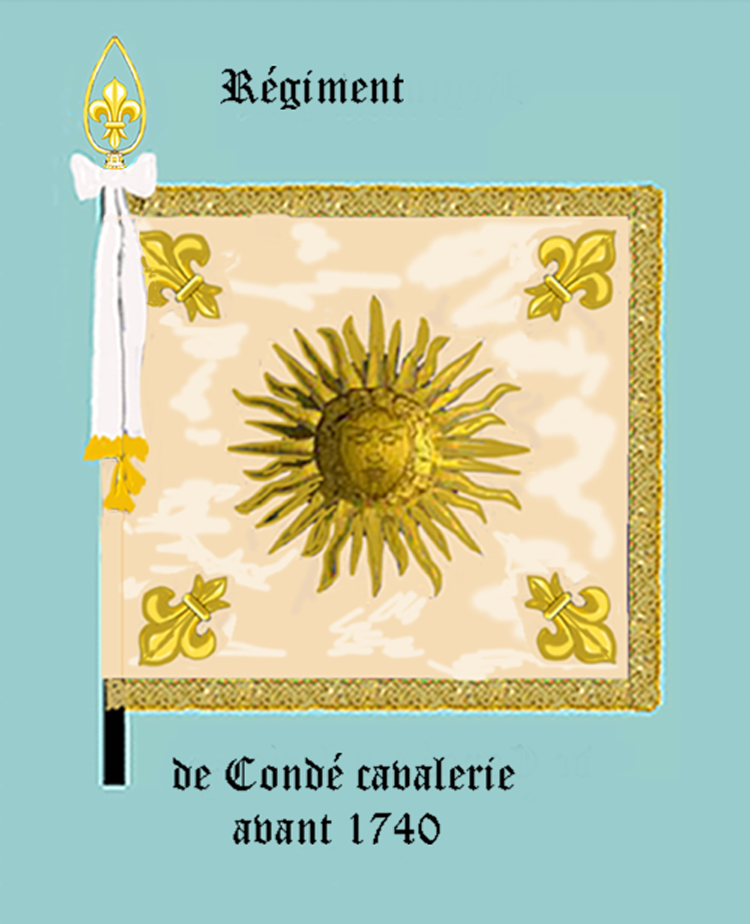
1740 (Vorderseite)
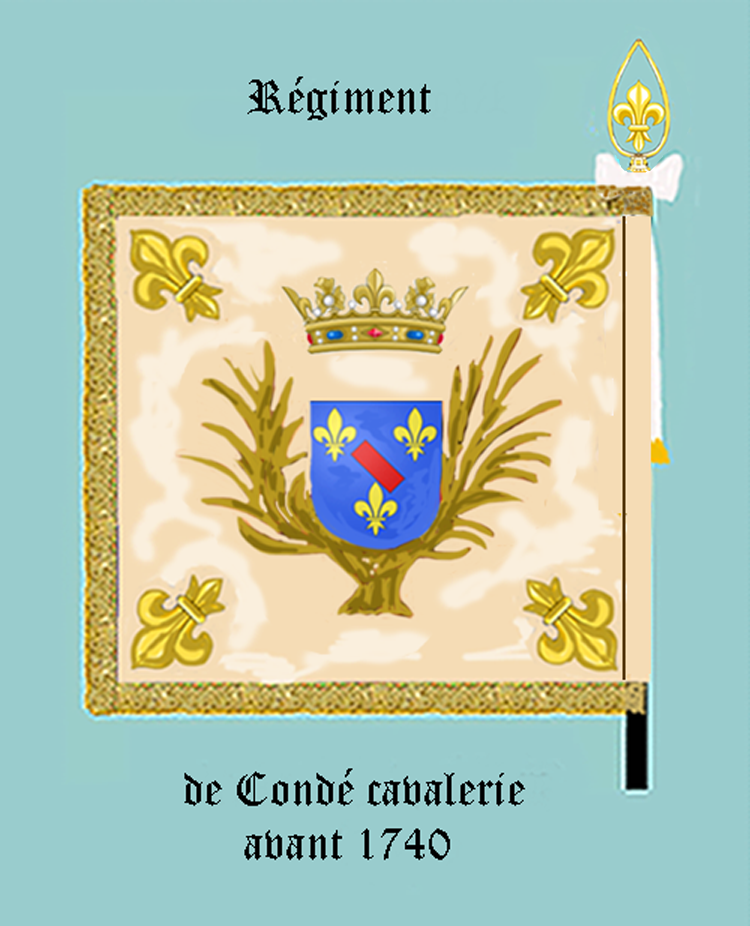
1740 (Rückseite)
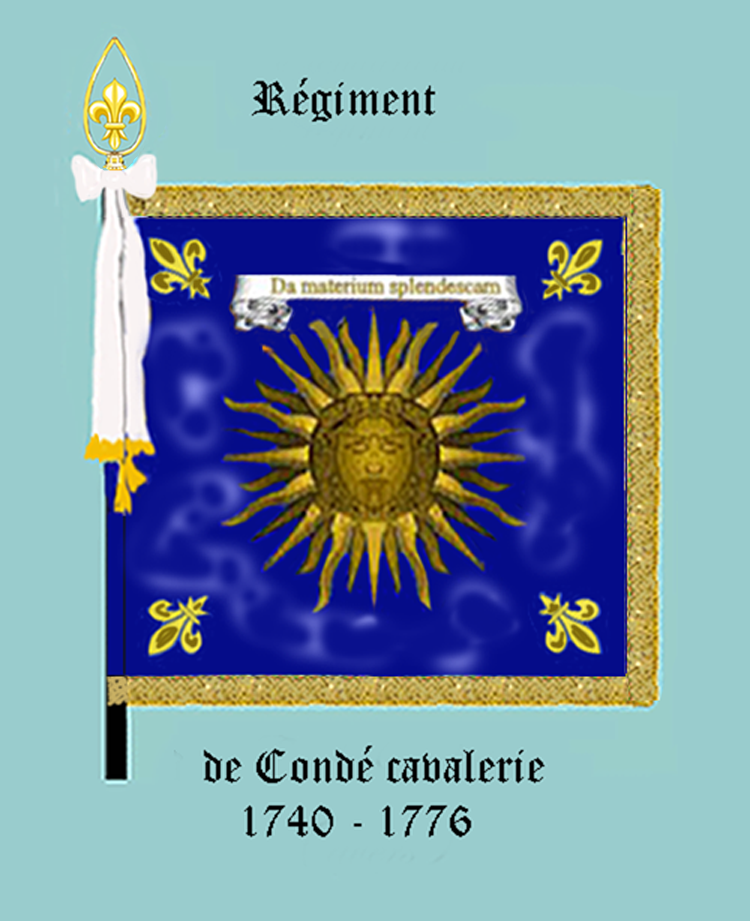
1740–1776 (Vorderseite)
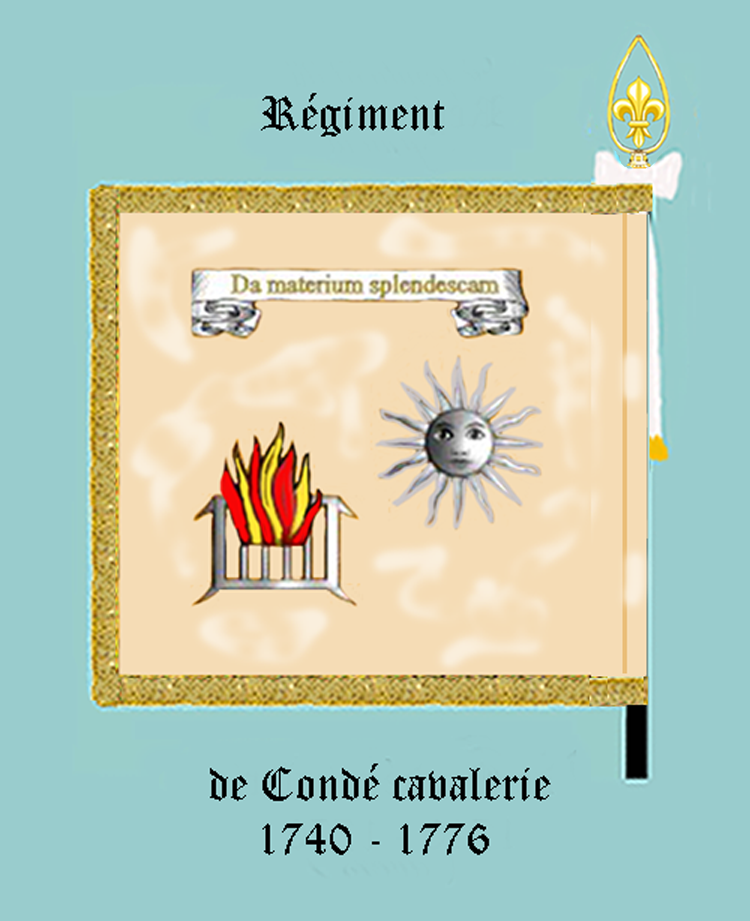
1740–1776 (Rückseite)
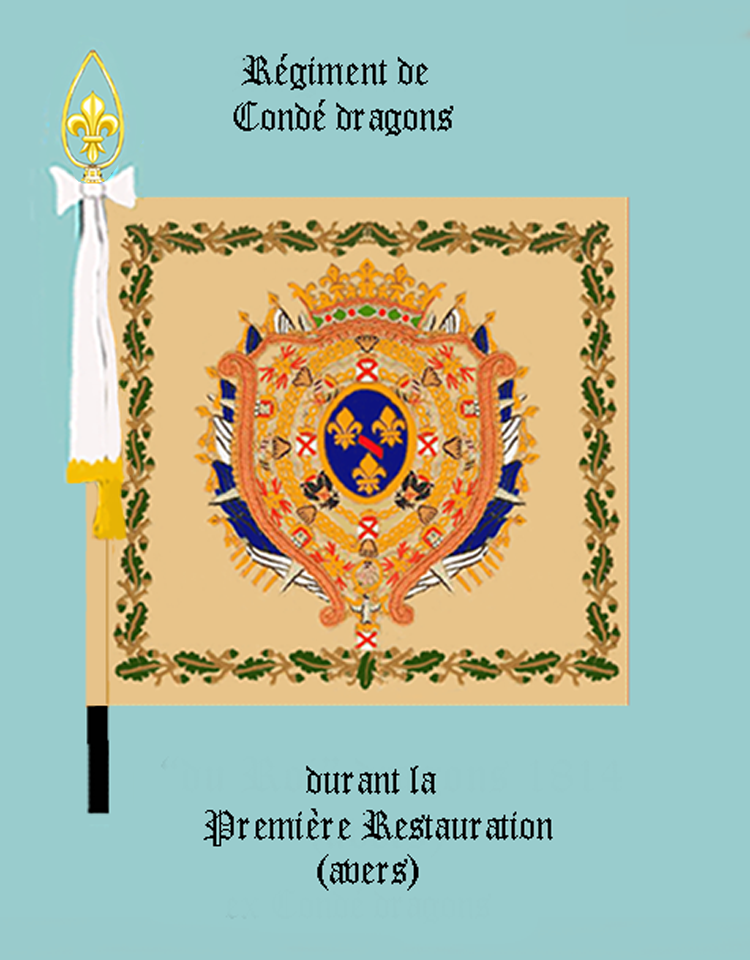
1814 (Vorderseite)
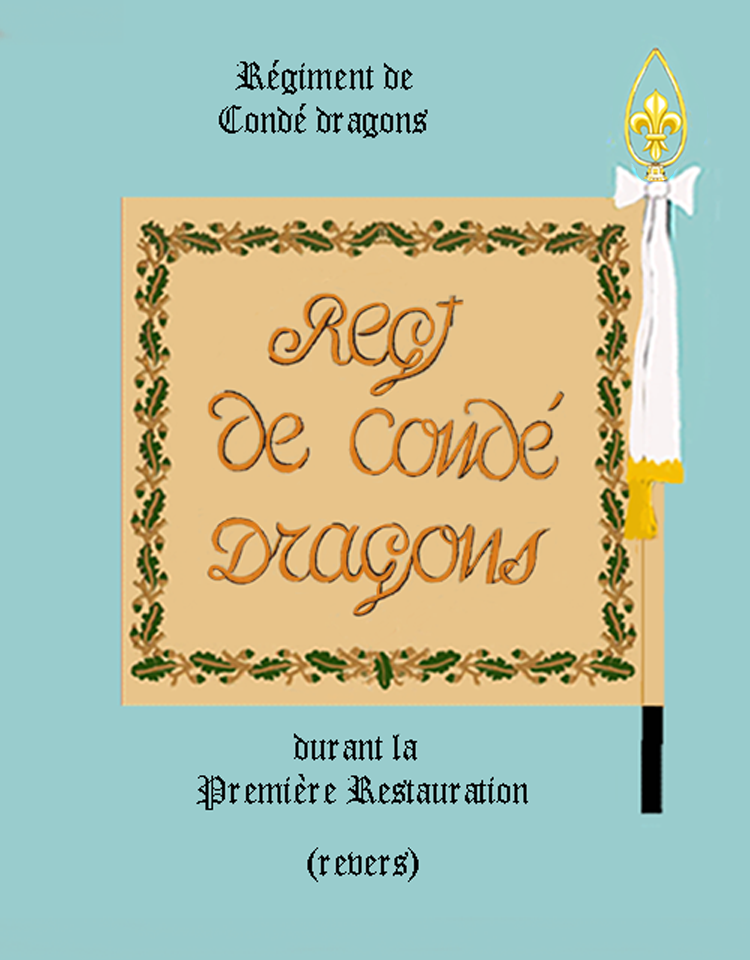
1814 (Rückseite)

### Napoléonische Standarten

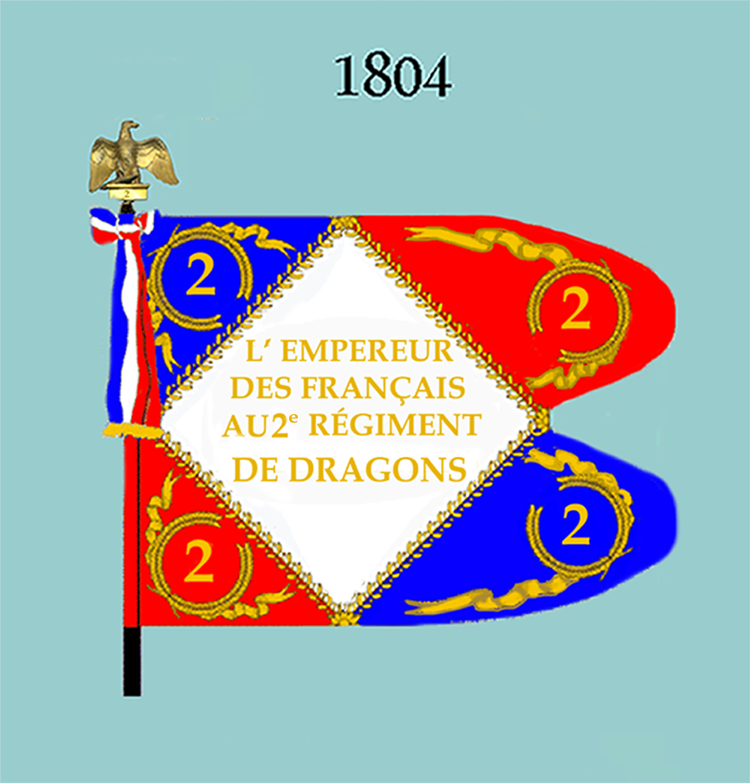
Standarte Modell 1804 Vorderseite
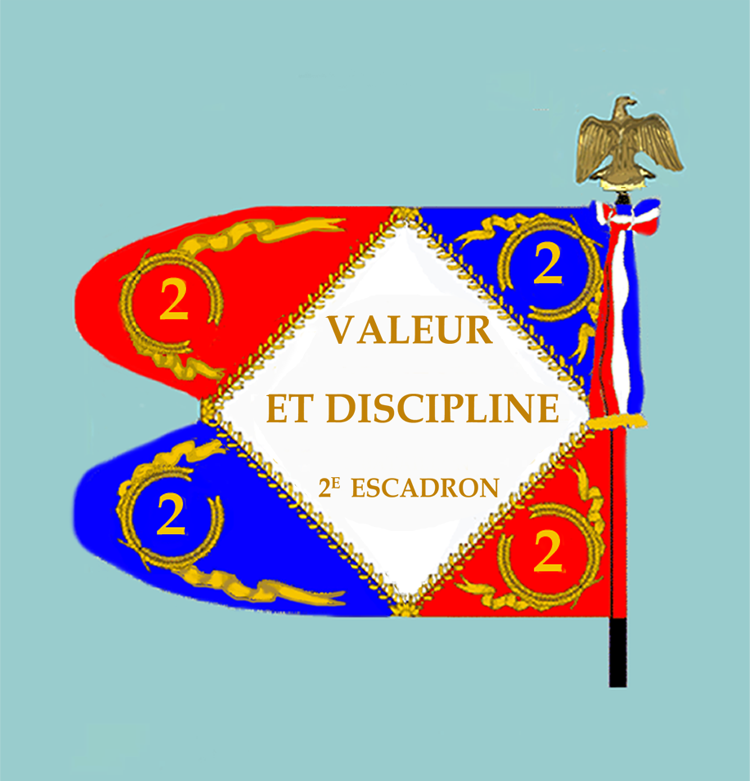
Standarte Modell 1804 Rückseite